# 中川正之
中川 正之（なかがわ まさゆき、1945年 - ）は、日本の中国語学者。神戸大学名誉教授、立命館大学特別招聘教授。

## 経歴
広島県尾道市生まれ。1973年、大阪外国語大学大学院修士課程修了。広島大学総合科学部助教授、神戸大学教養部助教授から国際文化学部教授に進み、2009年に定年退任して名誉教授となる。神戸大学退官後は立命館大学特別招聘教授、立命館孔子学院院長を務める。2008年「日中漢字語の記述的研究 とくに日中同形語をめぐって」で神戸大学学術博士。

## 著書
- 『とんでとんで中国語 中国語初級テキスト』白帝社 1991
- 『はじめての人の中国語 海岸通りナジュサロンタビル3階2号室』くろしお出版 1996
- 『漢語からみえる世界と世間』岩波書店〈もっと知りたい！ 日本語〉 2005
  - 『漢語からみえる世界と世間 - 日本語と中国語はどこでずれるか』岩波現代文庫 2013

### 共編著
- 『中国の雨 中国語初級テキスト』徐一平共著 白帝社 1987
- 『中国語中級教科書 読物・文法編』沈国威共編著 白帝社 1993
- 『中国語入門教科書』沈国威共編著 白帝社 1993
- 『中国語基本会話』沈国威共著 白帝社 1994
- 『中国語中級教科書 応用編』沈国威共編著 白帝社 1995
- 『ブラッシュアップ中国語 初級から中級へ』沈国威共著 朝日出版社 1997
- 『シリーズ言語対照 外から見る日本語 第2巻 言語に現れる「世間」と「世界」』定延利之共編 くろしお出版 2006
- 『シリーズ言語対照 外から見る日本語 第1巻 音声文法の対照』定延利之共編 くろしお出版 2007
- 『発音重視型はじめての中国語』朱春躍共著 白帝社 中国語初級テキスト 2008
- 『はじめての中国語 基礎文法編』朱春躍共著 白帝社 2011
- 『はじめての中国語 発音・入門編』朱春躍共著 白帝社 2011

### 翻訳
- 朱徳煕『文法のはなし 朱徳煕教授の文法問答』木村英樹共編訳 光生館 基本中国語学双書 1986
- アン・Y.ハシモト『中国語の文法構造』木村英樹共訳 白帝社 中国語学研究叢書 1986
- 茹志鵑『ゆりの花 中国語中級テキスト』木村英樹共編 白帝社 1988